# Dick Thomas
Pour les articles homonymes, voir Thomas (nom de famille).

a Compétitions nationales et continentales officielles uniquement.

b Matchs officiels uniquement.
Dick Thomas, né le 14 octobre 1880 à Ferndale (pays de Galles) et mort le 7 juillet 1916 à Mametz (France), est un joueur international gallois de rugby à XV évoluant au poste d'avant.

## Biographie
Dick Thomas dispute son premier test match avec l'équipe du pays de Galles le 1er décembre 1906, contre l'équipe d'Afrique du Sud en tournée en 1906 qui l'emporte 11 à 0. Il joue son dernier test match contre l'équipe d'Écosse le 6 février 1909. Dick Thomas a disputé quatre matchs avec le pays de Galles, dans cette période connue comme le premier « Âge d'or » du rugby gallois, remportant trois victoires pour quatre matches disputés. Dick Thomas évolue d'abord dans les clubs locaux de rugby à XV du Ferndale RFC, Penygraig RFC et Bridgend RFC avant de rejoindre le Mountain Ash RFC, équipe dont il est le capitaine en 1904-1905.
Durant la Première Guerre mondiale, Thomas est envoyé en France comme membre de la 38e Division d'infanterie galloise, seizième bataillon, et trouve la mort au grade de sergent major de compagnie lors des combats du bois de Mametz, durant la bataille de la Somme.

## Statistiques en équipe nationale
- 4 sélections pour le pays de Galles entre 1906 et 1909.
- Sélections par année : 1 en 1906, 2 en 1908, 1 en 1909
- Participation à deux Tournoi britanniques en 1908, 1909
- Sélections par adversaire :
  -  Afrique du Sud 1909
  -  France 1908
  -  Irlande 1908
  -  Écosse 1909

## Palmarès
- Vainqueur de la Triple couronne en 1908 et 1909 avec l'équipe du pays de Galles.